# Hawandawaki
| HAWANDAWAKI |

Hawandawaki ou Hawan Dawaki est une localité et une commune rurale du Niger, département de Tessaoua, région de Maradi.

## Géographie
La localité de Hawan Dawaki Haoussa est située sur la route nationale 20 (axe Tessaoua-Nigeria) à 63 km au sud du chef-lieu départemental Tessaoua.
| Gazaoua | Korgom      | Tsaouni   |
| Nigeria | Hawandawaki | Dan-Barto |
|         | Nigeria     |           |

## Histoire
La commune rurale de Hawandawaki instaurée en 2002, est issue du canton de Hawandawaki.

## Population
Lors du recensement général de 2012, la population communale est relevée à 39 739 habitants, dont 1 031 habitants pour la localité de Hawandawaki Peul, 664 habitants pour Hawandawaki Haoussa.

## Localités
La commune s'étend sur 39 villages, 137 hameaux et deux camps au sud-est du département de Tessaoua.

## Services et infrastructures
- Centre de Santé Intégré (CSI) à Hawandawaki[5].
- Collège d'enseignement général (CEG) à Hawandawaki.
- Centre de formation des métiers (CFM) à Hawandawaki.